# Mistrzostwa Świata w Biegach Przełajowych 1991
19. Mistrzostwa Świata w Biegach Przełajowych – zawody lekkoatletyczne, które odbyły się 24 marca 1991 roku w Antwerpii w Belgii.

## Rezultaty

### Seniorzy

#### Indywidualnie
| Medal  | Zawodnik     | Czas      |
| Złoto  | Chalid Skah  | 33:53 min |
| Srebro | Moses Tanui  | 33:54 min |
| Brąz   | Simon Karori | 33:54 min |

#### Drużynowo
| Medal  | Zawodnicy | Punkty  |
| Złoto  | Kenia · Moses Tanui (2) · Simon Karori (3) · Richard Chelimo (4) · Ondoro Osoro (5) · Stephenson Nyamau (6) · Ezequiel Bitok (8)              | 28 pkt  |
| Srebro | Etiopia · Chala Kelele (7) · Addis Abebe (9) · Melese Feissa (13) · Tekeye Gebrselassie (22) · Bedile Kibret (23) · Habte Negash (30)         | 104 pkt |
| Brąz   | Hiszpania · Alejandro Gómez (14) · Martín Fiz (20) · José Carlos Adán (25) · José Manuel García (31) · Antonio Serrano (37) · Abel Antón (71) | 198 pkt |

### Juniorzy

#### Indywidualnie
| Medal  | Zawodnik     | Czas      |
| Złoto  | Andrew Sambu | 23:59 min |
| Srebro | Mumo Muindi  | 24:04 min |
| Brąz   | Fita Bayisa  | 24:04 min |

#### Drużynowo
| Medal  | Zawodnicy | Punkty |
| Złoto  | Kenia     | 19 pkt |
| Srebro | Etiopia   | 26 pkt |
| Brąz   | Tanzania  | 54 pkt |

### Kobiety

#### Indywidualnie
| Medal  | Zawodniczka   | Czas      |
| Złoto  | Lynn Jennings | 20:24 min |
| Srebro | Derartu Tulu  | 20:27 min |
| Brąz   | Liz McColgan  | 20:28 min |

#### Drużynowo
| Medal  | Zawodniczki                                                                                              | Punkty |
| Złoto  | Kenia · Jane Ngotho (5) · Susan Sirma (7) · Margaret Ngotho (9) · Pauline Konga (15)                     | 36 pkt |
| Srebro | Etiopia · Derartu Tulu (2) · Luchia Yishak (4) · Fatuma Roba (12) · Merima Denboba (18)                  | 36 pkt |
| Brąz   | ZSRR · Jelena Romanowa (8) · Natalja Sorokiwska (11) · Nadieżda Galjamowa (13) · Marina Rodczenkowa (16) | 48 pkt |

### Juniorki

#### Indywidualnie
| Medal  | Zawodniczka      | Czas      |
| Złoto  | Lydia Cheromei   | 13:59 min |
| Srebro | Jane Ekimat      | 14:20 min |
| Brąz   | Melody Fairchild | 14:28 min |

#### Drużynowo
| Medal  | Zawodniczki | Punkty |
| Złoto  | Kenia       | 18 pkt |
| Srebro | Etiopia     | 40 pkt |
| Brąz   | Japonia     | 43 pkt |

## Tabela medalowa
| Miejsce | Kraj              | Złoto | Srebro | Brąz | Razem |
| 1.      | Kenia             | 5     | 3      | 1    | 9     |
| 2.      | Tanzania          | 1     | 0      | 1    | 2     |
| 2.      | Stany Zjednoczone | 1     | 0      | 1    | 2     |
| 4.      | Maroko            | 1     | 0      | 0    | 1     |
| 5.      | Etiopia           | 0     | 5      | 1    | 6     |
| 6.      | Hiszpania         | 0     | 0      | 1    | 1     |
| 6.      | Wielka Brytania   | 0     | 0      | 1    | 1     |
| 6.      | ZSRR              | 0     | 0      | 1    | 1     |
| 6.      | Japonia           | 0     | 0      | 1    | 1     |